# Roped
Roped (Brasil: Loteria Matrimonial / Portugal: Esposa por Anúncio) é um filme norte-americano de 1919, dos gêneros faroeste e comédia, dirigido por John Ford e estrelado por Harry Carey. O filme é presumidamente considerado perdido. Roped é um dos 25 filmes em que o diretor John Ford e o ator Harry Carey colaboram entre os anos de 1917 e 1921.
Durante essas colaborações, Carry fez mais por filme, em seguida, Ford. Em 1919, o ano que Roped foi lançado, Ford estava fazendo 300 dólares por semana, Carry estava fazendo 1.250. Este diferencial de remuneração levou a tensão entre os dois.

## Elenco
- Harry Carey ... Cheyenne Harry
- Neva Gerber ... Aileen
- Mollie McConnell ... Mrs. Judson-Brown (como Molly McConnell)
- Arthur Shirley ... Ferdie Van Duzen
- J. Farrell MacDonald ... Butler